# Качараба, Степан Петрович

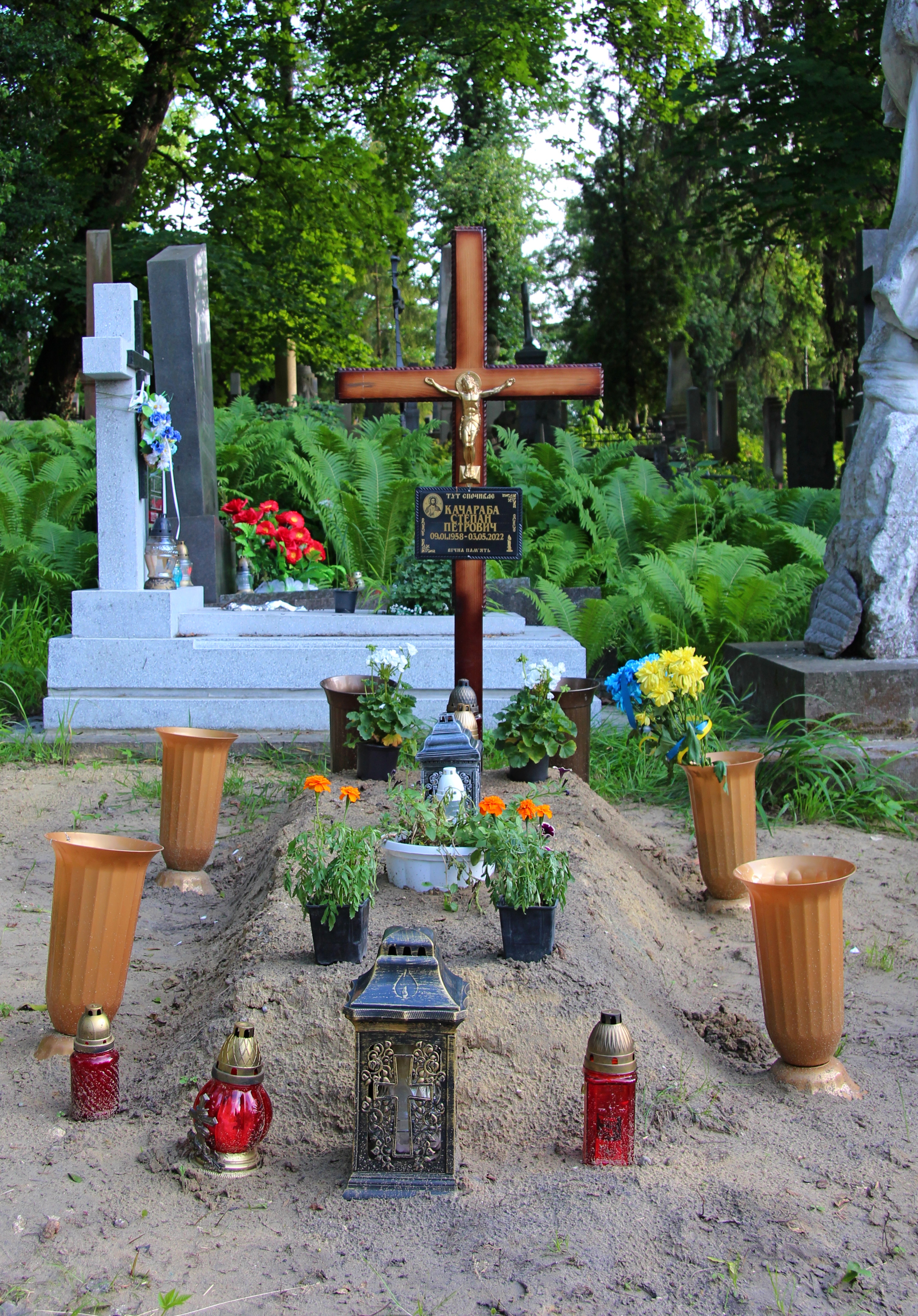
Могила Степана Качарабы

Степан Петрович Качараба (9 января 1958, Молотов, Дрогобычская область — 3 мая 2022, Львов) — украинский историк, краевед, доктор исторических наук (2003), профессор (2004), декан исторического факультета (с февраля 2019 года), заведующий кафедры новой и новейшей истории зарубежных стран исторического факультета Львовского национального университета имени Ивана Франко, член Специализированного учёного совета Института украиноведения имени Ивана Крипякевича НАН Украины и Института народоведения НАН Украины Национальной академии наук Украины, член Национального союза краеведов Украины (2002), член редколлегии «Вестника Львовского университета», член специализированных советов по защите диссертаций по историческим специальностям при Львовском национальном университете имени Ивана Франко и Институте украиноведения имени Ивана Крипякевича НАН Украины. В 2004—2008 годах член Экспертного совета ВАК Украины по историческим наукам. С февраля 2019 года — декан исторического факультета ЛНУ им. И. Франко. Заслуженный профессор Львовского университета (2017). Заслуженный работник образования Украины (2019).

## Биография
Степан Качараба родился в 1958 году в селе Молотов в семье рабочих.
Окончил в 1973 году Демидовскую восьмилетнюю школу Жидачовского района. С 1973 по 1977 год учился в Новороздольском политехническом техникуме. Проходил срочную службу в Советской Армии в 1977—1979 годах.
В 1979—1980 годах учился на подготовительном отделении, а в 1980—1985 годах — на историческом факультете Львовского университета имени Ивана Франко.
С 1985 року Степан Качараба работал старшим лаборантом кафедры истории СССР, с 1986 года — ассистент кафедры истории Украины Львовского университета имени Ивана Франко.
Степан Качараба в 1990 году защитил кандидатскую диссертацию на тему «Трудовая эмиграция из Восточной Галичины и Северной Буковины в конце XIX — начале XX вв.». В 2003 году защитил докторскую диссертацию «Эмиграция с Западной Украины».
С 1990 года Степан Качараба доцент кафедры истории и этнографии Украины Львовского университета имени Ивана Франко. В 1991—1995 годах — заместитель декана исторического факультета, с 1998 года — заведующий кафедры исторического краеведения, с 1 июля 2008 года — заведующий кафедры новой и новейшей истории.
19 февраля 2019 года решением Учёного совета исторического факультета ЛНУ им. И. Франко выбран деканом факультета.
Умер 3 мая 2022 года во Львове. Похоронен на Лычаковском кладбище.